# Catandica
Catandica (fins 1975 Vila Gouveia) és un municipi de Moçambic, situat a la província de Manica. En 2007 comptava amb una població de 22.271 habitants. És el centre administratiu del districte de Báruè i des de 1998 compta amb l'estatut de municipi.
Es troba vora de la frontera amb Zimbabwe i va prendre el seu nom del fill d'un cap local que havia servit en l'exèrcit.